# Фридрих, Рафаэль
Рафаэль Фридрих (25 января 2001) — немецкий тяжелоатлет, чемпион Европы 2025 года.

## Карьера
С 2017 года немецкий спортсмен принимает участие в международных состязаниях по тяжёлой атлетике. Дебютировал на юношеском чемпионате Европы 2017 года, где в категории до 85 кг стал бронзовым призёром с результатом 294 кг по сумме двух упражнений.
В 2022 году дебютировал на взрослом чемпионате Европы в весовой категории до 89 кг стал девятым с результатом 345 кг по сумме двух упражнений. На чемпионате Европы 2023 года стал 5-м. В этом же году дебютировал на взрослом чемпионате мира, но не смог зафиксировать результат в упражнении «толчок».
В 2024 году на чемпионате Европы в Софии в категории до 89 кг стал 8-м, а на чемпионате мира был 7-м.
На чемпионате Европы в Кишинёве, в апреле 2025 года, завоевал золотую медаль в весовой категории до 89 кг с итоговым результатом 376 кг. В упражнении «толчок» стал победителем (205 кг), а в рывке завоевал малое серебро.

## Достижения
Чемпионат Европы
| Результат | Вес      | Год  | Место соревнований | Рывок | Толчок | Общий вес |
| Золото    | до 89 кг | 2025 | Кишинёв, Молдова   | 171,0 | 205,0  | 376,0     |